# Brillié
Die Société des Automobiles Eugène Brillié war ein Fahrzeughersteller aus Paris.

## Geschichte

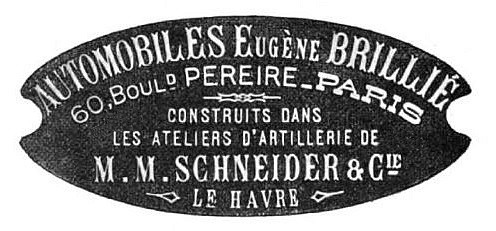
Werbung von Eugène Brillié aus dem Jahre 1907

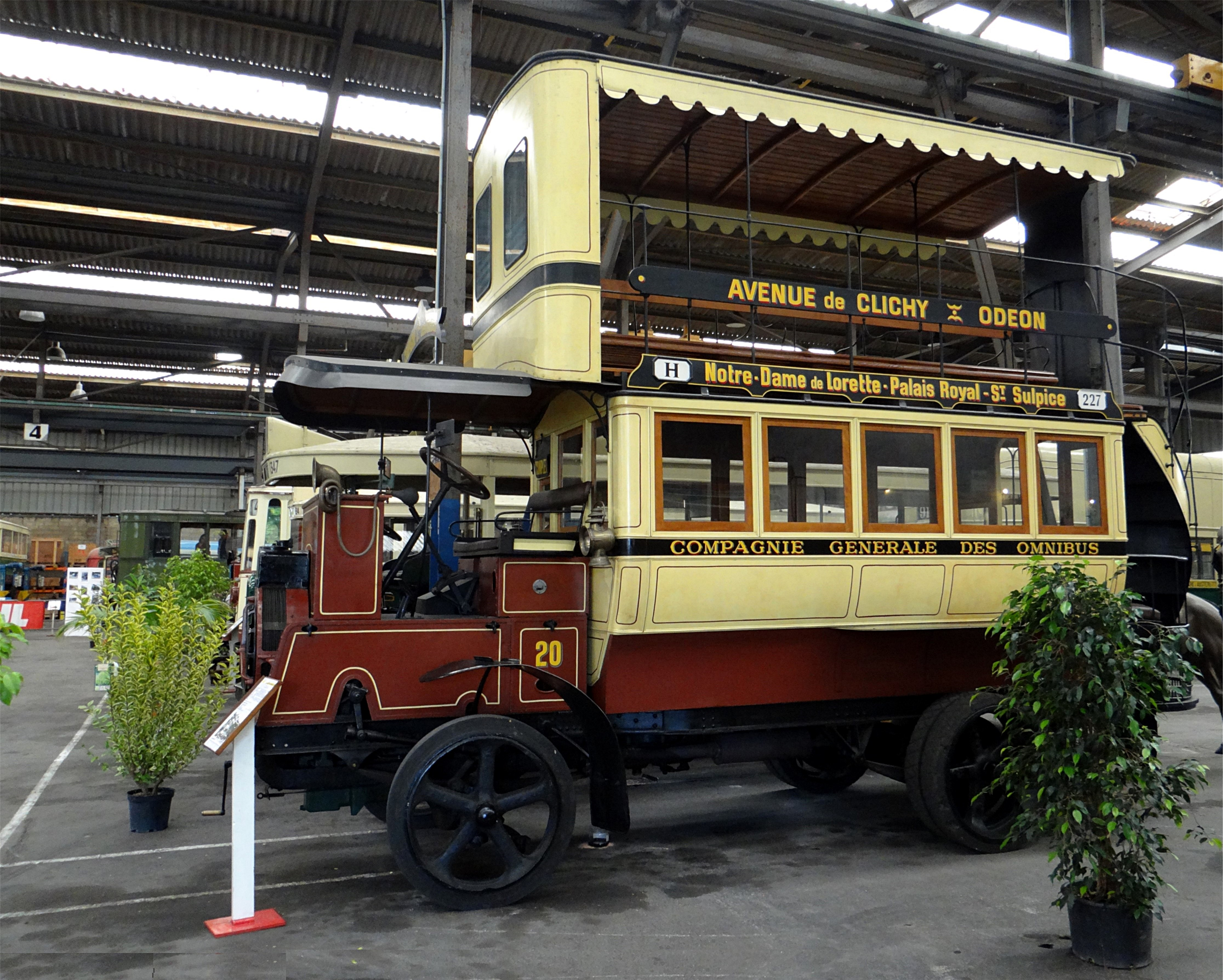
Omnibus von Brillié-Schneider aus dem Jahre 1906

Eugène Brillié hatte sich 1898 mit Gustave Gobron zusammengeschlossen und die Motorengesellschaft Gobron-Brillié gegründet. Brillié hatte auch einen besonderen Typ des Explosionsmotors als Gegenkolbenmotor entwickelt und gebaut: in jedem Zylinder arbeiten zwei Gegenkolben auf zwei Kurbelwellen an entgegengesetzten Motorenden.
1903 trennte sich Eugène Brillié von Gobron und gründete sein eigenes Unternehmen in Paris. Die Produktion, die 1904 begann, fand allerdings in den Werkstätten von Schneider & Cie. in Le Havre statt. Schneider wurde Hauptgesellschafter von Brillié. Im Jahr 1905 baute Brillié einen ersten Nutzfahrzeugantrieb mit Kardanwelle in ein Omnibus ein, wobei als Besonderheit eine Bandbremse auf die Naben der Hinterräder wirkte. Im Jahre 1906 wurden die ersten Linienbusse in Paris abgeliefert. Der Auftrag der Busse lief über 90 Fahrzeuge. Als Antrieb wurde ein Vierzylinder mit 6872 cm³ Hubraum mit 125 mm Bohrung und 140 mm Hub eingebaut. Der Motor hatte eine Leistung von 45 PS.  25 Liter Kühlwasser waren für den Wärmehaushalt vorgesehen. Das Chassis hatte eine Länge von 5200 mm und wog 2800 kg. Das zulässige Gesamtgewicht lag bei 6500 kg. Der Bus hatte ein Dreiganggetriebe mit folgenden Höchstgeschwindigkeiten pro Gang: 1. Gang 5,8 km/h; 2. Gang 11,7 km/h und 3. Gang 21,2 km/h.
Im Februar 1908 geriet das Unternehmen in Liquidation. Das war das Ende der Pkw-Produktion. Schneider setzte die Nutzfahrzeugproduktion unter Leitung von Eugène Brillié fort und verwendete dazu den eigenen Markennamen. Im März 1914 verkaufte Schneider seine Anteile an die SOMUA-Nutzfahrzeug-Gesellschaft.

## Personenwagen
Ab 1904 standen die Modelle 20/24 CV Typ G und 35/45 CV Typ H im Angebot. Die Motorleistung wurde über eine Kardanwelle an die Hinterachse übertragen. Das Getriebe verfügte über vier Gänge.